# Grådighed
Grådighed eller griskhed (på latin: avaritia) er den last, man lider af, når man er grådig efter noget, det kan være mad, penge eller magt  udover det, man faktisk har behov for. Grådighed er en last, fordi den skader en selv og ens omgivelser.
Grådigheden er umættelig og kan derfor aldrig tilfredsstilles helt. Man er besat af at samle og eje. Det betyder mindre, hvad man ejer; men at man ejer det. Det er ikke kun glæden ved det erhvervede, men at det er mig, der har det; det er mit. Når det regnes som en synd, er det, fordi egenskaben trækker os væk fra de andre og gør os "indkrogede i os selv", et udtryk, der stammer fra Martin Luther - incurvatus in se (= indkroget i sig selv)  og dermed blind for andre.

## I katolicisme
I katolsk lære er grådighed en af de syv dødssynder. Thomas Aquinas mente, at grådighed er en synd direkte rettet mod ens næste, fordi den ene ikke kan have for meget, uden at en anden samtidig må undvære. Han regner det også som synd mod Gud, fordi den griske person glemmer de evige ting og i stedet er optaget af jordiske sager. Et problem ved grådighed er, ifølge katolske forfattere, at den nemt kan skjule sig bag henvisninger til fornuften i at hamstre og lagre resurser med tanke på fremtiden. Pave Leo 13. (1878-1903) regnes som grundlægger af moderne, katolsk samfundslære. I sit åbne brev Rerum Novarum diskuterede han arbejdernes levekår, og forholdet mellem arbejdere og kapitalister. Leo 13. var meget bekymret over udnyttelsen af arbejderne og de store sociale forskelle. Samtidig stod han stejlt imod socialismens idé om en nødvendig klassekamp. Han ledte efter et kristent grundlag for samhold, der ikke stod i vejen for privat ejendomsret og næringsvirksomhed.

## I buddhisme
I buddhismen er grådighed en af de tre grundlæggende synder (eller vrangforestillinger) ved siden af vrede og uvidenhed. Disse tre synder holder mennesket fanget i verden, ude af stand til at se virkeligheden, som den faktisk er. De negative følger af grådighed opstår naturnødvendigt gennem læren om karma. Har man valgt at leve som en grådig person, ender man i helvede som et sultent spøgelse, en preta, udstyret med en enorm mave, men en bittelille mund. Får en preta øje på mad eller drikke, ser den det som blod, galde eller noget andet frastødende; og selv om den skulle være i stand til at fortære det, brænder det dens hals og mave som ild.

## Eksterne links
- Grådighed fremstillet i kunst